# Abschnittsbefestigung Tiefenstürmig

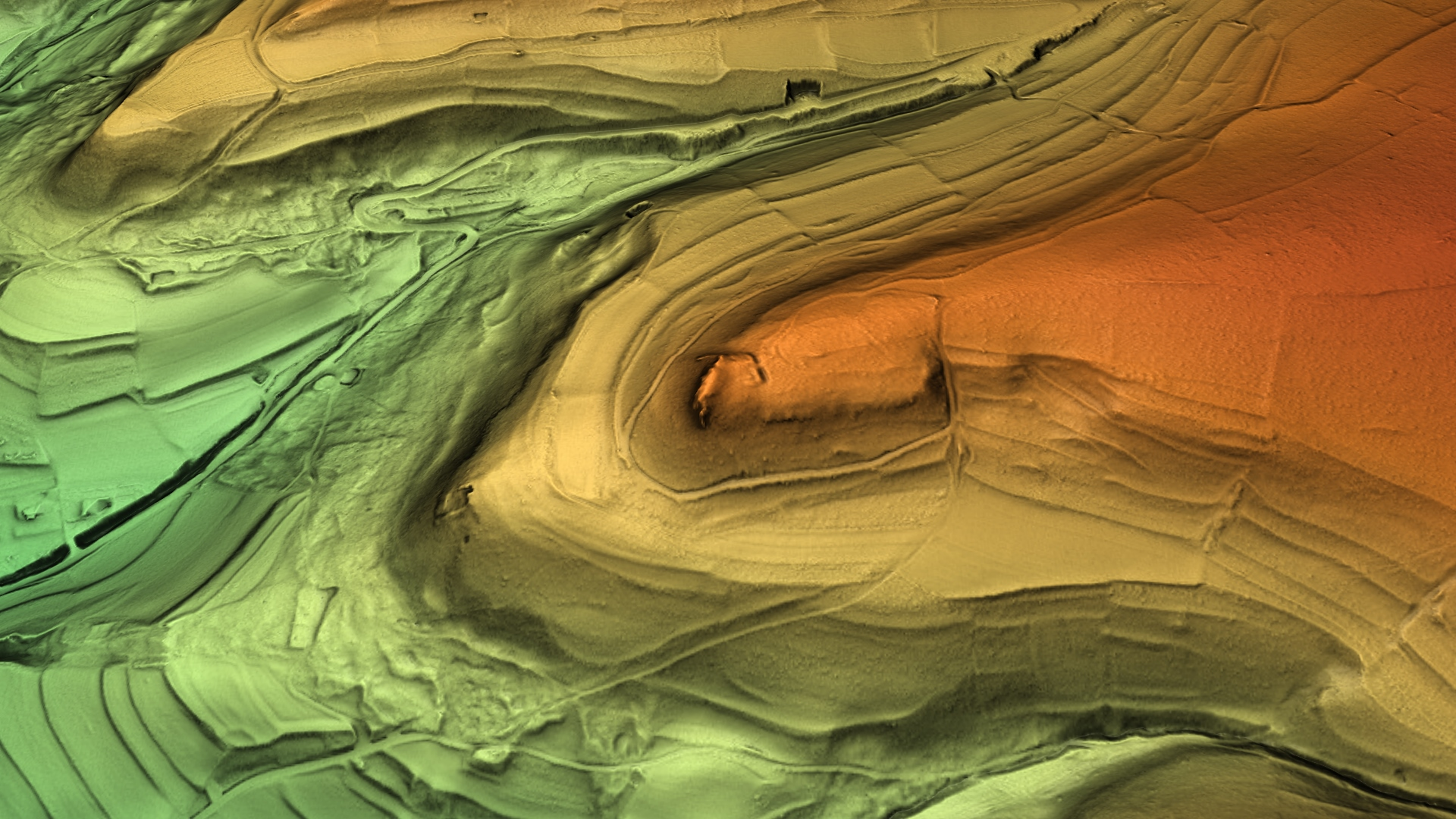
3D-Ansicht des digitalen Geländemodells

Die Abschnittsbefestigung Tiefenstürmig ist eine abgegangene vermutlich vorgeschichtliche Abschnittsbefestigung auf 517 m ü. NHN im Flurbereich Heiligkreuzholz etwa 600 Meter östlich der Ortsmitte von Tiefenstürmig, einem Gemeindeteil der Marktgemeinde Eggolsheim im Landkreis Forchheim in Bayern.
Von der ehemaligen Wallburganlage, oder einem mittelalterlichen ebenerdigen Ansitz, ist nichts erhalten.